# Ana Mercedes Pérez
Ana Mercedes Pérez (Puerto Cabello, Venezuela, 1910-1994), también conocida por su seudónimo Claribel, fue un poetisa, periodista y diplomática venezolana.
Su poesía estuvo caracterizada por ser muy femenina, puntualizada con rebelión y angustia. Fue contemporánea con las periodistas Juana de Ávila, Teresa Troconis, Isabel Jiménez Arráiz de Díaz, Pérez y Peregrino Pérez, y fue defensora de Ligia Parra Jahn en el diario de Caracas.

## Obras
- El charco azul (1931)
- Iluminada soledad (1949)
- La verdad inedita (1947)
- Yo acuso Un un muerto, defensa de Ligia Parra Jahn (Caracas, 1951)

## Vida personal
Fue la hija del jurista y diplomático larense José Eugenio Pérez, quién sirvió como cónsul general de Venezuela en Londres y como presidente de la Cámara de Diputados.